# Lia Varesio
Emilia (Lia) Varesio (Torino, 22 agosto 1945 – Torino, 11 marzo 2008) è stata un'attivista italiana.
Definita dalla gente "l'angelo dei barboni", è nota per essersi prodigata a favore delle fasce più deboli della società ed in particolare per gli emarginati ed senza i fissa dimora di Torino.

## Biografia
Coinvolta sin da piccola dal padre, presidente della Conferenza di San Benedetto d'Assisi, nell'assistenza ai bisognosi, Lia Varesio dedica tutta la sua vita alle persone più deboli della società. Da giovane comincia la sua attività a Torino presso la parrocchia del Sacro Cuore di Gesù per poi essere assunta alla Fiat come assistente sociale occupandosi dei bisognosi che si rivolgevano alla Fondazione Agnelli.
La svolta della sua vita si verifica un mattino andando a lavorare. Incontra una donna scarmigliata che urlava contro la gente. Solo lei le si avvicina e le due cominciano a parlare. La donna, di nome Ester, racconta a Lia di essere da poco uscita dal manicomio, e che da allora nessuno si era preso cura di lei. Da quel giorno Lia decide di dedicare la sua vita a questo tipo di persone. Fonda nel 1980 l'associazione Bartolomeo & C. per l'assistenza e la cura dei senza fissa dimora ed in quel medesimo anno viene chiamata dal sindaco di Torino Diego Novelli ad occuparsi dell'erigendo ufficio del comune per i senza fissa dimora. Dal 1986 al 1990 lavora anche nelle carceri come assistente volontaria penitenziaria. Nel 1994 va in pensione e inizia a dedicarsi a tempo pieno alle attività della Bartolomeo & C.
Muore a Torino nel 2008.

## Riconoscimenti
Nel 1994 le viene assegnato il “Lion d'oro” dai Lions Club di Torino «per l'attività di soccorso materiale e spirituale che da 14 anni sviluppa in Torino, operando per le strade a favore di un'umanità emarginata, porgendo a barboni, alcolisti, tossicodipendenti l'ultima speranza per riemergere da una vita disperata», nel 1996 il “Premio Bruno Caccia” del Rotary International «per la dedizione dimostrata con pluriennale opera, faticosa e pericolosa, di assistenza verso barboni, tossicodipendenti, alcolisti, malati psichici ed emarginati in genere»; nel 1997 il premio “Premio Bogianen” del Centro Congressi della Camera di commercio di Torino «per la generosità e l'entusiasmo ampiamente manifestati nel realizzare interventi di sostegno per particolari categorie di persone in difficoltà». Infine nel 2005, il titolo di Cavaliere della Repubblica Italiana conferito dal Presidente Carlo Azeglio Ciampi, per l'opera sociale di aiuto ai poveri.